# Demônax
Demônax (português brasileiro) ou Demónax (português europeu) (em grego:  Δημώναξ, Dēmōnax, gen.: Δημώνακτος; c. 70 — c. 170) foi um filósofo cínico grego. Nascido no Chipre, mudou-se para Atenas, onde sua sabedoria e habilidade para resolver disputas conquistaram a admiração dos cidadãos. Ele ensinou Luciano, que escreveu Vida de Demônax em louvor a seu professor. Quando ele morreu, ele recebeu um magnífico funeral público.

## Vida
A única fonte conhecida pela vida de Demônax é Luciano, que descreve Demônax em termos brilhantes, em contraste com os cínicos de má reputação que Luciano insultou. Ele não é mencionado por nenhum outro escritor contemporâneo. Demónax é mencionado no século V por Eunápio, mas apenas porque ele o conhece a partir da obra de Luciano. É possível, portanto, que Demônax seja um personagem inventado por Luciano. Existem, no entanto, alguns ditos atribuídos a Demônax encontrados em antologias compiladas por escritores posteriores que não são encontrados na obra de Luciano.
Demônax nasceu em c. 70, no Chipre, onde ele pertencia a uma família influente. Ele foi levado por um amor pela filosofia para se tornar um filósofo. Ele foi ensinado pelos melhores filósofos da época, incluindo Agatóbulo, Demétrio e Epiteto. Ele acabou se mudando para Atenas, onde inicialmente parece ter ofendido os cidadãos, mas acabou sendo visto com reverência por seu caráter resoluto:
| “ | A um impulso natural para o bem, a um anseio inato pela filosofia que se manifestou nos anos infantis, que ele devia sua superioridade a todas as coisas que os homens comuns perseguem. Ele tomou independência e franqueza como seus princípios orientadores, viveu uma vida reta, saudável e irrepreensível e exibiu a todos que o viram ou ouviram o modelo de sua própria disposição e sinceridade filosófica. | ” |

Ele é descrito como um pacificador, capaz de trazer harmonia entre marido e mulher e de resolver disputas entre irmãos. Luciano o compara a Sócrates e Diógenes, e quando Demônax foi questionado sobre quais filósofos ele preferia, ele respondeu: "Eu admiro todos eles; Sócrates eu reverencio, Diógenes eu admiro, Aristipo eu amo".
Quando uma vez perguntado a Demônax por que ele nunca sacrificou a Atenas, ele respondeu, "ele não sacrificou a Atenas, porque ela não poderia querer suas oferendas". Da mesma forma, ele evitou a iniciação nos Mistérios de Elêusis, dizendo: "se os mistérios fossem maus, ninguém deveria ser iniciado; se fossem bons, deveriam ser divulgados a todos".
Ele aparentemente viveu até aos cem anos, época em que os atenienses o amavam profundamente:
| “ | Não apenas Atenas, mas toda a Grécia estava tão apaixonada por ele que, quando ele passasse, o grande lhe daria um lugar e haveria um silêncio geral. No final de sua longa vida, ele entraria sem ser convidado na primeira casa que o oferecia, e lá obteria seu jantar e sua cama, a família considerando isso a visita de algum ser celestial que lhes trouxe uma bênção. Ao vê-lo passar, as esposas dos padeiros disputavam a honra de fornecê-lo, e uma mulher feliz era a doadora real. As crianças também costumavam chamá-lo de pai e traziam-lhe ofertas de frutas. | ” |

É dito que ele morreu (c. 170) por inanição, e os atenienses deram-lhe um magnífico funeral público.
A cratera Demonax na Lua leva o seu nome. Demonax também é um gênero de besouro (Cerambycidae), caracterizado em parte por possuir vários espinhos em suas antenas.

## Vida de Demônax, de Luciano
A maior parte do relato de Luciano sobre Demônax está repleta de ditos incisivos para ilustrar a inteligência de Demônax. Longas listas de anedotas (conhecidas como creia), muitas vezes foram coletadas sobre filósofos, especialmente filósofos cínicos, a fim de demonstrar seu caráter e sagacidade:
| “ | Certa vez, quando ele teve uma viagem de inverno a fazer, um amigo perguntou se ele gostava da ideia de ser emborcado e se tornar alimento para peixes. "Eu deveria ser muito irracional em dar-lhes uma refeição, considerando quantas eles me deram". | ” |

| “ | Para um retórico que tinha feito uma declamação muito pobre, ele recomendou a prática constante. "Ora, estou sempre praticando para mim mesmo", disse o homem. "Ah, isso explica; você está acostumado com um público tão tolo". | ” |

| “ | Quando alguém lhe perguntou quem ele achava ser um homem verdadeiramente feliz, ele respondeu "o homem verdadeiramente feliz é o homem livre. Estou falando daquele que não espera nem teme nada". | ” |